# Rudolf von Roman
Pour les articles homonymes, voir Roman.
Rudolf baron von Roman, né le 19 novembre 1893 à Bayreuth et mort le 18 février 1970 à Schernau, est un General der Artillerie allemand au sein de la Heer (les forces terrestres de la Wehrmacht) pendant la Seconde Guerre mondiale.
Il a été récipiendaire de la croix de chevalier de la croix de fer avec feuilles de chêne.

## Biographie
Roman est le fils du président du district de Haute-Franconie Rudolph von Roman (de) zu Schernau et de son épouse Nikola, et fait partie de la famille huguenote Roman (de). Il obtient son baccalauréat en 1912 au lycée de Bayreuth (de) et s'engage dans l'armée bavaroise en tant que porte-drapeau. Lorsque la Première Guerre mondiale éclate, il devient lieutenant le 1er août 1914 dans le 6e régiment d'artillerie de campagne royal bavarois (de), qui est engagé sur le front ouest.
Roman est capturé par les forces américaines en mai 1945 et reste détenu jusqu'en 1947.

## Décorations
- Croix de fer (1914)
  - 2e classe (5 septembre 1914)
  - 1re classe (14 août 1916)
- Insigne des blessés (1914)
  - en noir
  - en argent
- Croix d'honneur en 1934
- Agrafe de la croix de fer (1939)
  - 2e classe (18 septembre 1939)
  - 1re classe (1er décembre 1939)
- Médaille du front de l'Est
- Croix allemande en or (19 décembre 1941)
- Croix de chevalier de la croix de fer avec feuilles de chêne
  - Croix de chevalier le 19 février 1942 en tant que Generalmajor et commandant de la 35. Infanterie-Division[1]
  - 313e feuilles de chêne le 28 octobre 1943 en tant que General der Artillerie et commandant du XX.Armee-Korps[2]